# FC Winterthur
Fussballclub Winterthur är en schweizisk fotbollsklubb från Winterthur. Klubben bildades som 1896. Winterthur har vunnit schweiziska mästerskapet tre gånger, 1906, 1908 och 1916.

## Färger
FC Winterthur spelar i röd och vit trikåer, bortastället är röd.
| WINTERTHUR | WINTERTHUR |

## Placering senaste säsonger
| Säsong  | Nivå | Liga                   | Placering | Referens | Notering                               |
| ------- | ---- | ---------------------- | --------- | -------- | -------------------------------------- |
| 2018/19 | 2    | Challenge League       | 4         | [ 1 ]    |                                        |
| 2019/20 | 2    | Challenge League       | 4         | [ 2 ]    |                                        |
| 2020/21 | 2    | Challenge League       | 6         | [ 3 ]    |                                        |
| 2021/22 | 2    | Challenge League       | 1         | [ 4 ]    | Uppflyttad till Schweiziska superligan |
| 2022/23 | 1    | Schweiziska superligan | 9         | [ 5 ]    |                                        |
| 2023/24 | 1    | Schweiziska superligan | 6         | [ 6 ]    |                                        |
| 2024/25 | 1    | Schweiziska superligan | 10        | [ 7 ]    |                                        |

## Kända tidigare spelare
Se också Spelare i FC Winterthur
- Joachim Löw, (1992–1994)